# Cefn Einion
Cefn Einion – wieś w Anglii, w hrabstwie Shropshire. Leży 34 km na południowy zachód od miasta Shrewsbury i 228 km na północny zachód od Londynu.